# Cardware
Cardware nebo postcardware je forma distribuce softwaru podobná sharewaru, při níž autor povoluje lidem využívat jeho software pod podmínkou, že uživatel autorovi pošle pohlednici (anglicky postcard). 
Podobnou licencí je například beerware, při které si autor vyhrazuje, že mu uživatel koupí pivo, případně vypije pivo na jeho zdraví. Dodržování licence zpravidla nebývá právně vymáháno a obecně ani přísně dodržováno.
Autorem myšlenky je Aaron Giles, autor programu JPEGView, který je také prvním programem s touto licencí (autor obdržel po jeho zveřejnění asi 5 000 – 10 000 pohlednic). Dalším příkladem postcardware může být známá počítačová hra Ancient Domains of Mystery (1994, autoři obdrželi pohlednice ze všech koutů světa) či populární aplikace Exifer. 